# Lohmühlenbach
| Zuläufe und Bauwerke \| Lohmühlenbach \| Lohmühlenbach \| Lohmühlenbach \| \| -------------------- \| ------------- \| ---------------- \| \| Legende \| \| \| \| Wuppertal \| \| Wuppertal \| \| \| \| \| \| \| \| \| \| \| \| \| \| \| \| \| \| Beyenburger Lohmühle \| \| \| \| \| \| Hagebuttensiefen \| \| \| \| \| \| Wuppertalbahn \| \| \| \| Wupper \| \| \| |  |                  |
| Lohmühlenbach |  |                  |
| Legende |  |                  |
| Wuppertal |  | Wuppertal        |
| |  |                  |
| |  |                  |
| |  |                  |
| |  |                  |
| Beyenburger Lohmühle |  |                  |
| |  | Hagebuttensiefen |
| |  |                  |
| Wuppertalbahn |  |                  |
| Wupper |  |                  |

Der Lohmühlenbach ist ein 786 Meter langer Bach und ein Zufluss der Wupper, der seine Quelle bei Wuppertal-Sondern hat. Er fließt im Wuppertaler Stadtbezirk Langerfeld-Beyenburg.

## Etymologie
Der etymologische Ursprung nach der alten Ortsbezeichnung Lohmühle kommt von der Beyenburger Lohmühle, es ist danach auch eine Straße „Lohmühle“ benannt.

## Topografie
Die Quelle des Baches ist nicht genau lokalisiert, da sie nur temporär schüttet. Sie liegt in unmittelbarer Nähe eines Wohnhauses auf rund 272 Meter Höhe Normalnull, dessen Dachentwässerung den Lohmühlenbach heute einleitet.
Danach durchfließt der Bach in nordnordwestlicher Richtung eine Glatthaferwiese und wird dabei von einem breiten Gehölz- und Hochstaudensaum begleitet. Rund 190 Meter nach der Quelle wird der Bach verrohrt für eine Strecke von 197 Meter weitergeführt und unterquert dabei eine Talverfüllung, die als Intensivweide genutzt wird. Die Verfüllung erreicht eine maximale Höhe von 20 Metern. Nach der Verrohrung fließt der Bach wieder in seinem ursprünglichen Bachbett und wird dabei wieder von einem Hochstaudensaum begleitet. An dem Standort der ehemaligen Beyenburger Lohmühle sickert der Bach heute durch den verfüllten Lohmühlenteich und durchfließt anschließend durch eine extensiv genutzte Weide. Hier erhält er Zufluss durch den 224 Meter langen Hagebuttensiefen.
Rund 620 Metern nach der Quelle wird der Bach verrohrt unter der Straße „In der Grüne“ und anschließend unter der Gleisanlage der stillgelegten Bahnstrecke Lennep-Krebsöge–Rauenthal („Wuppertalbahn“) geführt und kommt in einen Garten wieder hervor. Er durchfließt noch ein kurzes Stück ein Garten- und Weideland und wird dann verrohrt bis zur Mündung in die Wupper in rund 205 Meter Höhe geführt.
Die Barmer Linie der Bergischen Landwehr querte im Unterlauf den Bach.